# Nossa Senhora das Dores do Escorial

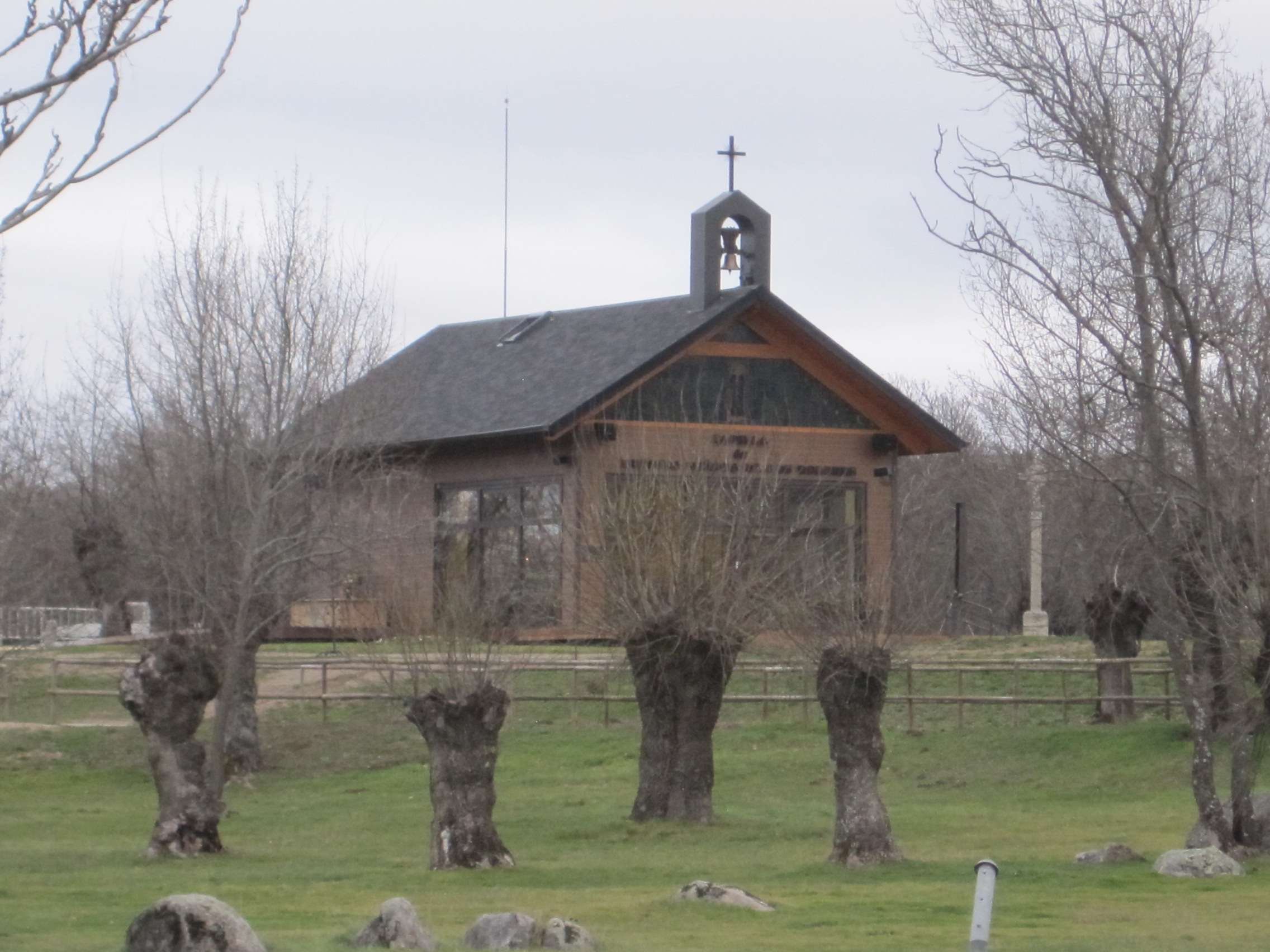
A capela da Virgem de El Escorial, demolida à mando judicial por irregularidades em 2020

Nossa Senhora das Dores do Escorial é um dos títulos com que a Virgem Maria é invocada desde suas aparições à vidente Luz Amparo Cuevas entre os anos de 1981 e 2002, na localidade espanhola de Prado Nuevo, em El Escorial. As aparições estiveram em estudo a cargo do arcebispo de Madrid, Dom Carlos Osoro e receberam aprovação de culto Eucarístico a ser realizado no lugar das aparições.

## As aparições
São conhecidas como as aparições da Virgem das Dores do Escorial, aquelas que tiveram lugar em Prado Nuevo (nos arredores de El Escorial, província de Madrid), entre junho de 1981 e maio de 2002, a uma mulher simples e mãe de família, chamada Luz Amparo Cuevas (01.04.1931 – 17.08.2012). Segundo seu relato, a Virgem Maria teria pousado os seus pés num freixo, e solicitado a construção de uma capela em sua honra na mensagem datada de 14 de junho de 1981:
"Sou a Virgem Dolorosa. Quero que se construa neste lugar uma capela em honra do Meu nome. Que venham de todo o mundo meditar na Paixão do Meu Filho que está completamente esquecida. Se fizerem o que Eu digo, haverá curas; esta água curará. Todos os que aqui vierem diariamente rezar o Santo Terço será abençoado por Mim. Muitos serão marcados com uma cruz na fronte. Fazei penitência, fazei oração."
Segundo os relatos de Luz Amparo Cuevas, a Virgem teria se apresentado a ela mais de 376 vezes. Também uma associação de fiéis denominada "Reparadores de Nossa Senhora das Dores" teria sido formada para reunir devotos e divulgar as aparições.
No ano de 2012, o então arcebispo de Madrid e presidente da Conferência Episcopal Espanhola, Dom Antonio María Rouco, autorizou a construção de uma capela no lugar as aparições. No entanto, em 2020, a justiça espanhola demoliu a capela relacionada as aparições após alegar irregularidades na aquisição das licenças necessárias para sua construção junto a prefeitura de El Escorial.